# Virilism
För manliga beteenden och idéer om sådana, se virilitet och maskulinitet.
Virilism eller androgenisation är utvecklandet av manliga primära eller sekundära könskarakteristika, och sker hos hanar genom könsdifferentiering från och med fostertiden hos arter med sexuell förökning. I medicinsk bemärkelse avses primärt fall när honor och kvinnor efter födseln fysiskt sett börjar få manliga könsegenskaper, även kallat gynandrism. Det kan dock också avse de symtom som uppkommer när pojkar får för tidig pubertet.
Virilism hos kvinnor kan vara ett symtom på en underliggande sjukdom som leder till att binjurebarken börjar bilda mer androgener (manliga könshormoner). Störningen kan ligga primärt i binjurebarken, som är fallet i adrenogenitalt syndrom. Det kan också bero på någon systemisk sjukdom som försvårar aromatiseringen av androgener till östrogen (t.ex. Cushings syndrom, hypotyroidism, porfyri), på menopaus, på tumörer eller cystor i könskörtlarna (t.ex. PCOS) eller androgenproducerande tumörer. Virilism förekommer också som läkemedelsbiverkning och vid doping. Om virilismen är medfödd kan det leda till högre grad av intersexualitet eller till hypogonadism.
Hos postpubertala kvinnor kan virilism yttra sig i manlig behåring (hirsutism), förstorad klitorisollon (clitoromegali), menstruationsstörningar, akne, mörkare röst, bukfetma, minskad bröstmassa, bakåtkrypande hårfäste (jämför dock kvinnligt håravfall), ökat libido, och större muskelmassa (se sekundära könskarakteristika).